# 472
Évszázadok: 4. század – 5. század – 6. század
Évtizedek: 420-as évek – 430-as évek – 440-es évek – 450-es évek – 460-as évek – 470-es évek – 480-as évek – 490-es évek – 500-as évek – 510-es évek – 520-as évek
Évek: 467 – 468 – 469 – 470 –  471 – 472 – 473 – 474 – 475 – 476 – 477

## Események

### Nyugat- és Keletrómai Birodalom
- Rufius Postumius Festust (nyugaton) és Marcianust (keleten) választják consulnak.
- A Nyugatrómai Birodalomban Anthemius császár és Ricimer között pattanásig feszül a helyzet. I. Leo keletrómai császár egy neves arisztokratát, Olybriust küldi, hogy közvetítsen közöttük, de egy titkos levélben arra kéri Anthemiust, hogy ölje meg Olybriust (aki potenciális trónkövetelő lehetett Konstantinápolyban is) és Ricimert is. Ricimer megtalálja a levelet és segítségével meggyőzi Olybriust, hogy fogadja el tőle a császári trónt.
- Ricimer germán zsoldosaival (köztük Odoacer embereivel) ostrom alá veszi a Rómába beszorult Anthemiust. Mindketten Galliából kérnek segítséget, de a császár csapatait a város határában feltartóztatják. Anthemius megpróbál kitörni Rómából, de támadását visszaverik és a Szt. Péter-bazilikában keres menedéket. Itt fogják el és aztán lefejezik.
- Olybriust császárrá kiáltják ki, de a tényleges hatalom Ricimer kezében van.
- Hat héttel később Ricimer belázasodik és vért hányva meghal. A birodalom főparancsnokává unokaöccsét, Gundobadot nevezik ki. Két hónappal később Olybrius is meghal, állítólag vízkórban. A nyugatrómai trón a következő négy hónapra megüresedik.
- Kitör a Vezúv. A vulkáni hamu egészen Konstantinápolyig szóródik.

### Kína
- 32 éves korában meghal Ming, a Liu Szung dinasztia császára, aki gyanakvó természete miatt legtöbb fivérét és unokatestvérét megölette. Utóda 9 éves fia, Liu Jü, aki a Houfej uralkodói nevet veszi fel.

## Születések
- Cogollai Emilianus, ibériai szent

## Halálozások
- július 11. – Anthemius, nyugatrómai császár
- augusztus 18. – Flavius Ricimer, nyugatrómai politikus és hadvezér
- november 2. – Olybrius, nyugatrómai császár

## Fordítás
- Ez a szócikk részben vagy egészben  a(z)   272 című angol Wikipédia-szócikk ezen változatának fordításán alapul.  Az eredeti cikk szerkesztőit annak laptörténete sorolja fel. Ez a jelzés csupán a megfogalmazás eredetét és a szerzői jogokat jelzi, nem szolgál a cikkben szereplő információk forrásmegjelöléseként.